# Günter Herz
Günter Herz (* 22. Juli 1940) ist ein deutscher Unternehmer; er besaß gemeinsam mit seiner Familie die Tchibo Holding AG (seit 2007 Maxingvest), die die Mehrheit sowohl an der Tchibo GmbH als auch an der Beiersdorf AG hält. Seit seinem Ausscheiden aus der Tchibo Holding ist er mit der Investmentgesellschaft Mayfair Vermögensverwaltung unternehmerisch tätig.

## Werdegang
Günter Herz ist der älteste Sohn des 1965 verstorbenen Tchibo-Gründers Max und seiner Frau Ingeburg Herz. Während seine Mutter und seine vier Geschwister weitere Anteile hielten, führte er das Unternehmen seit 1965 weiter. 1977 übernahm der Kaffeeröster einen großen Anteil beim Hamburger Konsumgüterkonzern Beiersdorf AG, 1980 erwarb Tchibo die Mehrheit an Reemtsma und verkaufte sie 2002 für rund fünf Milliarden Euro an den britischen Zigarettenhersteller Imperial. Mit der Übernahme des Hauptkonkurrenten Eduscho wurde Tchibo 1997 zum Marktführer im Kaffeegeschäft in Deutschland.
Alle Beteiligungen des Tchibo-Konzerns entwickelten sich über die gut dreieinhalb Jahrzehnte, die Günter Herz dem Konzern vorsaß, erfolgreich. Tchibo wuchs von ca. 500 Millionen DM auf fast vier Milliarden Euro Umsatz, Reemtsma legte von 1,5 Mrd. Euro auf 8,5 Mrd. Euro zu, und Beiersdorf entwickelte sich von einer lokalen Crememarke mit 400 Mio. Euro Umsatz zu der führenden globalen Pflegemarke mit fast 5 Mrd. Euro Umsatz. Dennoch kam es im Januar 2001 zu einer Änderung der Mehrheitsverhältnisse im Aufsichtsrat. Sein jüngerer Bruder Michael konnte die Mutter Ingeburg und seinen Bruder Joachim davon überzeugen, gegen eine erneute Vertragsverlängerung Günters zu stimmen. Im August 2003 verkauften Günter und seine Schwester Daniela Herz-Schnoeckl schließlich ihre Anteile am Tchibo-Konzern an ihre Brüder Michael und Wolfgang.
Günter und Daniela Herz gründeten 2002 die Mayfair Vermögensverwaltung in Hamburg. 2005 erwarb Mayfair rund 27 Prozent des Sportartikelherstellers Puma. Als der französische Luxuskonzern PPR am 10. April 2007 ein Übernahmeangebot für Puma zu 330 Euro pro Aktie abgab, realisierte Mayfair einen Verkaufsgewinn von rund einer halben Mrd. Euro.
Als weißer Ritter bewahrte Mayfair den technischen Schiffsdienstleister Germanischer Lloyd (GL) vor einer feindlichen Übernahme durch den Konkurrenten Bureau Veritas: Am 15. Dezember 2006 übernahm er über 90 % der Aktien. In den folgenden sieben Jahren baute der GL durch die Übernahmen von Advantica, PV Inspection, Trident, IRS und Noble Denton ein signifikantes Öl- und Gas-Geschäft auf. Im Markt der erneuerbaren Energien expandierte der Lloyd durch Übernahmen von Helimax und Garrad Hassan. Im Jahr 2013 fusionierte der GL schließlich mit dem norwegischen Wettbewerber Det Norske Veritas zu DNV GL und wurde damit zu einer der weltweit führenden Zertifizierungsgruppen.
Seit 2011 war die Beteiligungsgesellschaft Mayfair größter Anteilseigner der internationalen Restaurantgruppe Vapiano, 2017 hielt sie fast 40 % der Aktien. Das Unternehmen übernahm sich mit der eingeschlagenen aggressiven Expansionsstrategie und ging  Mitte März 2020 in die Insolvenz. Einzelne Standorte und das gastronomische Konzept wurden im Rahmen des Insolvenzverfahrens von einem neugegründeten Unternehmen übernommen, der weitaus größere Teil geschlossen.
Mit seinem Vermögen von weit über vier Milliarden Euro zählt Herz zu den reichsten Deutschen.

## Familie
Geschwister:
- Joachim Herz (1941–2008)
- Michael Herz (* 1943)
- Wolfgang Herz (* 1950)
- Daniela Herz-Schnoeckel (* 1954)

Günter Herz hat mit seiner Ehefrau Uta zwei erwachsene Kinder: Christian Herz und Michaela Herz.